# Arábia Saudita nos Jogos Olímpicos de Verão de 2012
A Arábia Saudita competiu nos Jogos Olímpicos de Verão de 2012, que aconteceram na cidade de Londres, no Reino Unido, de 27 de julho até 12 de agosto de 2012. Pela primeira vez o país enviou mulheres aos Jogos Olímpicos. De um total de 19 atletas, 2 eram mulheres.
A Arábia Saudita venceu uma medalha de bronze em equitação por equipas.

## Desempenho

### Halterofilismo
Masculino
| Atleta           | Evento | Arranque (kg) | Arremesso (kg) | Total (kg) | Posição |
| ---------------- | ------ | ------------- | -------------- | ---------- | ------- |
| Abbas Al-Qaisoum | -94kg  | 155,0         | 180,0          | 335,0      | 15º     |

### Tiro
Masculino
| Atleta          | Evento | Qualificação | Qualificação | Final       | Final       | Posição |
| Atleta          | Evento | Placar       | Posição      | Placar      | Total       | Posição |
| --------------- | ------ | ------------ | ------------ | ----------- | ----------- | ------- |
| Majed Al-Tamimi | Skeet  | 111          | 29º          | Não avançou | Não avançou | 29º     |